# Lac Otis (Saint-Félix-d'Otis)
Pour les articles homonymes, voir Otis et Lac Otis.
Le lac Otis est un plan d'eau tributaire du versant sud de la rivière Saguenay via le ruisseau aux Cailles. Il est situé dans la municipalité de Saint-Félix-d'Otis, dans la MRC Le Fjord-du-Saguenay de la région administrative Saguenay–Lac-Saint-Jean, dans la province de Québec, au Canada.
La partie sud du lac Otis est desservie par la route 170, soit la rue principale (sens est-ouest) laquelle passe au village du hameau Lac-Goth et au village de Saint-Félix-d'Otis en allant vers l’ouest. Quelques autres routes forestières secondaires desservent le secteur du lac pour les besoins de la foresterie et des activités récréotouristiques. Plusieurs dizaines de chalets sont aménagés surtout autour de la baie sud-est où se situe le village de Saint-Félix-d'Otis et la baie du nord-est.
La villégiature constitue la principale activité économique du secteur ; la foresterie, en second.
La surface du lac Otis est habituellement gelée de la fin novembre au début avril, toutefois la circulation sécuritaire sur la glace se fait généralement de la mi-décembre à la fin mars.

## Géographie
Les principaux bassins versants voisins du lac Otis sont :
- côté nord : ruisseau aux Cailles, rivière à la Croix, rivière Saguenay ;
- côté est : rivière à la Croix, lac à la Croix, rivière Éternité, rivière Saint-Jean, rivière Saguenay ;
- côté sud : lac Brébeuf, rivière Saint-Jean, ruisseau des Papinachois, rivière Pierre, rivière à la Catin ;
- côté ouest : rivière Saguenay, baie des Ha! Ha!.

Le lac Otis comporte une longueur de 6,2 km en forme d’ancre de bateau, une largeur maximale de 3,3 km, une altitude est de 213 m et une superficie de 5,7 km2.
Le lac Otis épouse la forme d’un crochet dont le sommet est la baie du village et le bout du crochet étant l’anse à Pierre. Deux îles se trouvent sur le lac Otis : La Grosse Île et La Petite Île.
L'embouchure du lac Otis est situé dans une baie du nord-ouest du lac, à :
- 1,2 km au nord du centre du hameau de Lac-Goth ;
- 3,2 km au sud de la confluence du ruisseau aux Cailles et de la rivière Saguenay ;
- 6,2 km au nord-ouest du centre du village de Saint-Félix-d'Otis ;
- 9,5 km au nord-est de la Baie de la Sauvagesse du lac Brébeuf ;
- 13,6 km au nord-est de la confluence de la rivière Ha! Ha! et de la rivière Saguenay ;
- 31,5 km à l’est du centre-ville de Saguenay (ville) ;
- 74 km à l’ouest du centre-ville de Tadoussac.

À partir de l'embouchure du lac Otis, le courant descend le ruisseau aux Cailles sur 4,2 km vers le nord-est, puis le nord-ouest, jusqu’à l’anse aux Cailles sur la rive sud de la rivière Saguenay ; puis le courant descend vers l'est la rivière Saguenay sur 93,1 km jusqu'à Tadoussac où cette dernière rivière se déverse dans le fleuve Saint-Laurent.

## Toponymie
Le toponyme « lac Otis » a été officialisé le 5 décembre 1968 par la Commission de toponymie du Québec.